# Helena Moszczeńska
Helena Moszczeńska (ur. 10 maja 1862, zm. 31 stycznia 1950 w Golinie) – polska ziemianka i działaczka społeczna, entuzjastka i propagatorka wielkopolskiego haftu snutkowego (tzw. snutka golińska).

## Życiorys
Urodziła się w rodzinie Watta-Skrzydlewskich. O jej dzieciństwie wiadomo niewiele. Po ślubie z Józefem Moszczeńskim (1844–1922) i wykupieniu majątku z rąk niemieckich w 1897 zamieszkała w Golinie. Majątek liczył 1 tys. ha, z czego 830 stanowiła ziemia rolna. W majątku była gorzelnia, pomieszczenia gospodarcze dla zwierząt, kuźnia oraz czworaki. W centrum parku o powierzchni blisko 3 ha znajdował się staropolski dworek, po którym obecnie nie ma śladu.
W dworku Moszczeńska organizowała patriotyczne spotkania. Wśród mieszkańców Goliny podtrzymywała polskość. Była współorganizatorką kobiecych kółek wiejskich, gdzie uczono metod gospodarowania, przyrządzania potraw oraz haftów. Częste spotkania Moszczeńskiej z kobietami zaowocowały nagromadzeniem dużej ilości prac hafciarskich, co pozwoliło na zorganizowanie wystaw. 
Była prezeską oddziału Polskiego Czerwonego Krzyża w Jarocinie. W okresie powstania wielkopolskiego wraz Anielą Gorzeńską z Tarzec i Józefą Hagerową zajmowała się pomocą w zaopatrywaniu w odzież, żywność i pieniądze tworzących się polskich oddziałów zbrojnych w Jarocinie. Od stycznia 1919 PCK pod prezesurą Moszczeńskiej oraz z pomocą i patronatem Gorzeńskiej przejął opiekę nad szpitalem wojskowym w Jarocinie.
Po śmierci męża w styczniu 1922 poświęciła się haftowaniu. W budynku tzw. szwalni nauczała głównie dziewczęta w wieku 13–15 lat haftu golińskiego, nazywanego później „snutką golińską”.
Po wybuchu II wojny światowej wraz z bratem została wysłana przez Niemców do obozu przejściowego w Cerekwicy koło Jaraczewa, a następnie do obozu w Opocznie. Po zakończeniu wojny majątek Moszczeńskich został rozparcelowany przez komunistów. W dworku zaczęło działać przedszkole. Moszczeńska zamieszkała u swojej dawnej służącej Heleny Bernasowskiej. Zabytkowy dwór spłonął w niewyjaśnionych okolicznościach w 1948. Na terenie dawnego folwarku utworzono spółdzielnię produkcyjną. Została pochowana na cmentarzu parafialnym w Golinie. Upamiętniono ją tablicą w miejscowym kościele.